# 알마나르
알마나르(Al-Manar)는 정당 헤즈볼라가 소유하고 운영하고 있는 레바논의 위성방송국이다. 레바논 베이루트에서 방송을 송출한다. 이 채널은 1991년 6월 4일 시작하였다.
알마나르는 유튜브, 트위터, 인스타그램, 레딧 등 미국의 미디어 플랫폼에서 금지된 상태이다.
또, 프랑스, 스페인, 독일에 의해서도 금지되었다. 레바논 밖에서 일부 서비스와 라이선스 문제가 있어서 네덜란드, 캐나다, 오스트레일리아에서 시청이 불가능하지만 이 지역들 중 어느 곳에서도 공식적으로 금지가 선언된 것은 아니다.

## 같이 보기
- 아랍-이스라엘 분쟁